# Herta Hauben
Herta Hauben (27 mai 1911, Aschaffenbourg, Royaume de Bavière-10 mars 1944, Auschwitz) est une juive française d'origine allemande, Résistante, membre du Réseau Garel, avec l'Œuvre de secours aux enfants (OSE), de 1943 à début 1944 à Grenoble (Isère). Elle est déportée à Auschwitz par le Convoi No. 69, en date du 7 mars 1944.

## Biographie
Herta Hauben est née le 27 mai 1911 à Aschaffenbourg, royaume de Bavière.
Elle travaille avec Madeleine Kahn et le docteur Seilinger dans l'Isère, dans le Réseau Garel.

### Déportation
Herta Hauben est arrêtée à Grenoble. Sa dernière adresse est au 4 rue des 400 Couverts à Grenoble (Isère). Elle est déportée à 32 ans, par le Convoi No. 69, en date du 7 mars 1944, du Camp de Drancy vers Auschwitz, où elle est assassinée,.